# Jocs de guerra (pel·lícula)
Jocs de guerra (títol original en anglès: WarGames) és una pel·lícula estatunidenca de 1983, dels gèneres thriller i ciència-ficció, dirigida per John Badham. Protagonitzada per Matthew Broderick, Ally Sheedy i John Wood. Ha estat doblada al català central, i també al valencià per a À Punt.
El guió escrit per Lawrence Lasker i Walter F. Parkes està ambientat en els últims anys de la Guerra freda i explica la història d'un jove hacker que intenta infiltrar-se en sistemes aliens per simple curiositat.

## Argument
Durant un simulacre sorpresa d'un atac nuclear, molts operadors de l'Ala estratègica de míssils de la Força Aèria dels Estats Units no es mostren disposats a girar la clau necessària per llançar un atac amb míssils. Aquestes negatives convencen a John McKittrick (Dabney Coleman) i altres enginyers de sistemes en el NORAD que els centres de control de llançament de míssils han de ser automatitzats, sense intervenció humana. El control se cedeix a un superordinador del NORAD, anomenat WOPR (War Operative Plan Response) i que està programat per realitzar contínuament simulacions militars i aprendre amb el temps.
David Lightman (Matthew Broderick) és un estudiant brillant, però sense motivació, d'una escola de secundària de Seattle i hacker. Després de rebre una mala qualificació a l'escola, utilitza la seva microcomputadora IMSAI 8080 per introduir-se en el sistema informàtic de l'escola. A continuació, canvia la seva nota i fa el mateix amb la seva amiga i companya de classe Jennifer Mack (Ally Sheedy). Més tard, en anar marcant tots els números telefònics de Sunnyvale, Califòrnia, per trobar nous jocs d'ordinador que anaven a ser presentats, un equip, que no s'identifica, intriga David. En l'equip es troba una llista de jocs, començant amb jocs generals d'estratègia: els escacs, dames, backgammon i el pòquer i després passen a títols: a "Escenari global biotòxic i guerra química" i "Guerra Mundial termonuclear", però no pot seguir endavant. Dos amics hackers li expliquen el concepte d'una porta posterior i suggereixen el rastreig de Falken del que es fa referència en "Laberint de Falken", el primer joc de la llista. David descobreix que Stephen Falken és un investigador d'intel·ligència artificial, i endevina correctament que el nom del seu fill mort "Joshua" és la contrasenya de porta posterior.

## Repartiment
- Matthew Broderick: David Lightman
- Dabney Coleman: Dr. John McKittrick
- John Wood: Dr. Stephen Falken i la veu de Joshua/WOPR
- Ally Sheedy: Jennifer Mack
- Barry Corbin: General Jack Beringer
- Juanin Clay: Pat Healy
- Dennis Lipscomb: Watson
- Joe Dorsey: Coronel Joe Conley
- Michael Ensign: Ajudant de Beringer
- Michael Madsen: 1r tinent Steve Phelps
- Alan Blumenfeld: Mr. Liggett
- Maury Chaykin: Jim Sting
- Eddie Deezen: Malvin
- Art LaFleur: Guard Gainsburg
- Stack Pierce: Airman
- Stephen Lee: Sergent Schneider

## Comentaris
Malgrat el temps passat, la pel·lícula segueix mantenint atractiu en ser una de les primeres obres cinematogràfiques a mostrar una primitiva i emergent internet, amb els seus mòdems telefònics i les seves pantalles de fòsfor repletes de línies d'ordres. Molt vinculat a tot això està la figura del hacker, perfectament encarnat en Matthew Broderick i el protagonisme subjacent en la computadora totpoderosa, prototip de les perilloses intel·ligències artificials: el Skynet de Terminator que vindria tan sols un any després.

## Curiositats
- La computadora que usava David a la seva habitació era un IMSAI 8080
- El decorat del NORAD va ser el més car fins a aquella data. Va costar un milió de dòlars.
- La productora va haver d'instal·lar una màquina recreativa d'Atari Galaga i una altra de Coleco Galaxian a la casa de Matthew Broderick perquè aquest practiqués per a una escena.
- La pel·lícula va inspirar el joc DEFCON.
- En el llibre Ready Player One, de l'escriptor Ernest Cline, una de les endevinalles a completar per part del protagonista del llibre és recrear amb exactitud tota l'actuació de Matthew Broderick en aquesta pel·lícula
- D'aquesta pel·lícula va sortir una frase que feia clares al·lusions a la guerra freda i que es va fer famosa en l'època:

| «      | Estrany joc. L'únic moviment per guanyar és no jugar. (A strange game. The only winning move is not to play.) | » |
| — WOPR | |   |

## Premis i nominacions

### Oscar 1983
| Any  | Categoria            | Persona                                                      | Resultat  |
| ---- | -------------------- | ------------------------------------------------------------ | --------- |
| 1983 | Millor guió original | Lawrence LaskerWalter F. Parkes                              | Candidats |
| 1983 | Millor fotografia    | William A. Fraker                                            | Candidat  |
| 1983 | Millor so            | Michael J. KohutCarlos de LariosAaron RochinWillie D. Burton | Candidats |

### BAFTA 1983
| Any  | Categoria                 | Persona                                           | Resultat   |
| ---- | ------------------------- | ------------------------------------------------- | ---------- |
| 1983 | Millor so                 | Willie D. BurtonMichael J. KohutWilliam L. Manger | Guanyadors |
| 1983 | Millors efectes especials | Joe Digaetano                                     | Candidat   |
| 1983 | Millor direcció artística | James J. Murakami                                 | Candidat   |

1984
- Premis Saturn a la Millor pel·lícula de ciència-ficció.
- Premis Saturn al Millor guió.
- Premis Saturn al Millor actor.
- Premis Saturn a la Millor actriu.
- Premis Saturn al Millor actor de repartiment.
- Premi Hugo a la millor representació dramàtica.
- Premis del Sindicat de Guionistes d'Amèrica.
- Premis Joves Artistes de l'any.
- Premi Eddie al Millor muntatge